# كريستيان لورينز سومر
كريستيان لورينز سومر (بالألمانية: Christian Lorenz Sommer)‏ هو عالم لغوي كلاسيكي ومدرس ألماني، ولد في 19 نوفمبر 1796 في رودولشتات في ألمانيا، وتوفي بنفس المكان في 20 يوليو 1846.